# Gerhard Mitscherlich

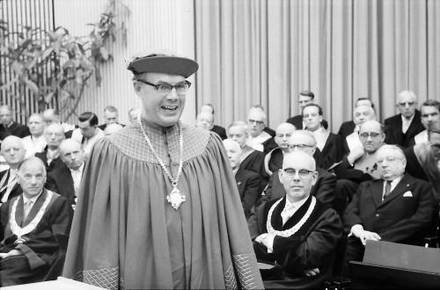
Gerhard Mitscherlich bei einer Ansprache im Audimax der Universität Freiburg, 1963

Gerhard Mitscherlich (* 21. April 1911 in Königsberg; † 25. August 2007) war ein deutscher Forstwissenschaftler.

## Leben und berufliche Laufbahn
Der Sohn des Pflanzenbauwissenschaftlers und Bodenkundlers Eilhard Alfred Mitscherlich studierte Forstwissenschaften an den Universitäten Eberswalde und Tharandt. In Eberswalde wurde er 1939 promoviert, 1943 habilitierte er sich ebenda.
1946 wurde Mitscherlich Forstmeister im Braunschweigischen Forstamt Lutter am Barenberge.
1950 erhielt er einen Ruf auf den Lehrstuhl für Forstliche Ertragskunde an der Universität Freiburg, wo er gleichzeitig zum Leiter der Badischen Forstlichen Versuchsanstalt bestellt wurde.
Seine Hauptforschungsgebiete waren die forstliche Ertragskunde sowie die Ökologie des Waldwachstums. Nach dem Tode von Heinz Loßnitzer war Mitscherlich zeitweise auch kommissarischer Leiter des Meteorologischen Instituts der Universität Freiburg. Dabei setzte er das Institutspersonal für seine ertragskundlichen Arbeiten im Freiburger Raum ein, so dass die Techniker des Meteorologischen Instituts mit den Besonderheiten forstmeteorologischer Messungen vertraut wurden.
1963 bis 1964 bekleidete er das Amt des Rektors der Universität Freiburg. Mitscherlich wurde 1977 emeritiert.
Sein Bruder war der Veterinärmediziner Eilhard Mitscherlich (1913–2002).

## Ehrungen und Mitgliedschaften
- 1975 Mitglied der Deutschen Akademie der Naturforscher Leopoldina zu Halle[1] (2001 ausgetreten).
- 1984 Dr. h. c. Universität München